# Mottram St. Andrew
Mottram St. Andrew è un villaggio e parrocchia civile dell'Inghilterra, appartenente alla contea del Cheshire.